# هسپروس

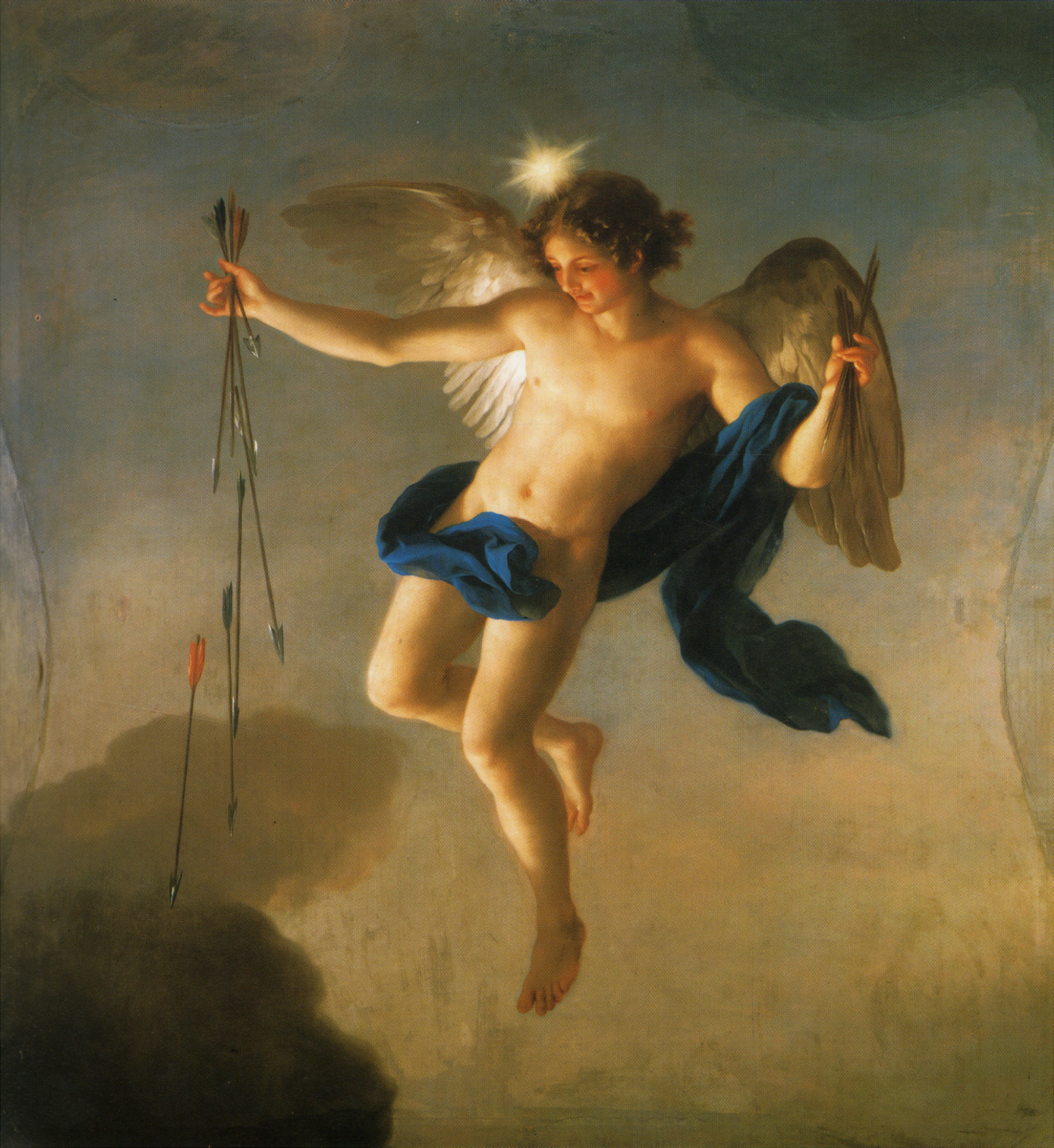
هسپروس تجسم ستاره عصر اثر آنتون رافائل منگس (۱۷۶۵).

در اساطیر یونانی هسپروس (یونانی کهن: Ἓσπερος Hesperos) به ستاره عصر یا همان سیاره ونوس گفته می‌شود. او پسر خدای سحرگاه ائوس (معادل آورورای رومیان) و برادر ناتنی فسفروس (که با نام‌های ائسفروس و مورنینگ استار نیز شناخته می‌شود)، پسر صبح‌گاه، است.